# Apatania meridiana
Apatania meridiana är en nattsländeart som beskrevs av Mclachlan 1880. Apatania meridiana ingår i släktet Apatania och familjen Apataniidae. Inga underarter finns listade i Catalogue of Life.